# Кубок Росії з футболу 2011—2012
Кубок Росії з футболу 2011–2012 — 20-й розіграш кубкового футбольного турніру в Росії. Титул вперше здобув Рубін.

## Календар
| Раунд            | Дата                       | Матчі | Клуби    |
| ---------------- | -------------------------- | ----- | -------- |
| Перший раунд     | 20 квітня - 11 травня 2011 | 27    | 114 → 87 |
| Попередній раунд | 22-30 квітня 2011          | 3     | 87 → 84  |
| Другий раунд     | 10-23 травня 2011          | 24    | 84 → 60  |
| Третій раунд     | 4-16 червня 2011           | 12    | 60 → 48  |
| Четвертий раунд  | 4-5 липня 2011             | 16    | 48 → 32  |
| 1/16 фіналу      | 17 липня 2011              | 16    | 32 → 16  |
| 1/8 фіналу       | 20-21 вересня 2011         | 8     | 16 → 8   |
| 1/4 фіналу       | 21-22 березня 2012         | 4     | 8 → 4    |
| 1/2 фіналу       | 11 квітня 2012             | 2     | 4 → 2    |
| Фінал            | 9 травня 2012              | 1     | 2 → 1    |

## 1/16 фіналу
| Команда 1              | Рахунок         | Команда 2               |
| ---------------------- | --------------- | ----------------------- |
| 17 липня 2011          |                 |                         |
| Промінь-Енергія (2)    | 1:0 дч          | Крила Рад               |
| Єнісей (2)             | 0:2             | Локомотив               |
| Новокузнецьк (3)       | 0:1             | Амкар                   |
| Урал (2)               | 0:0 дч пен. 5:6 | Рубін                   |
| Істра (3)              | 0:1             | Спартак (Москва)        |
| Металург-Оскол (3)     | 0:1             | Том                     |
| Мордовія (2)           | 0:5             | Динамо (Москва)         |
| Хімки (2)              | 2:3             | Зеніт                   |
| Шинник (2)             | 0:1             | Волга (Нижній Новгород) |
| Жемчужина-Сочі (2)     | 1:2             | Ростов                  |
| Волгар-Газпром (2)     | 1:0             | ЦСКА                    |
| Волга (Ульяновськ) (3) | 0:3             | Анжі                    |
| Динамо (Брянськ) (2)   | 3:1 дч          | Кубань                  |
| Торпедо (Владимир) (2) | 3:0             | Спартак-Нальчик         |
| Нижній Новгород (2)    | 0:2             | Терек                   |
| Факел (2)              | 2:1             | Краснодар               |

## 1/8 фіналу
| Команда 1        | Рахунок         | Команда 2               |
| ---------------- | --------------- | ----------------------- |
| 20 вересня 2011  |                 |                         |
| Факел (2)        | 2:0             | Волгар-Газпром (2)      |
| 21 вересня 2011  |                 |                         |
| Терек            | 2:0             | Торпедо (Владимир) (2)  |
| Амкар            | 0:2             | Рубін                   |
| Динамо (Москва)  | 1:0 дч          | Анжі                    |
| Ростов           | 3:1             | Том                     |
| Локомотив        | 1:0             | Промінь-Енергія (2)     |
| Зеніт            | 2:0             | Динамо (Брянськ) (2)    |
| Спартак (Москва) | 1:1 дч пен. 5:6 | Волга (Нижній Новгород) |

## 1/4 фіналу
| Команда 1               | Рахунок         | Команда 2       |
| ----------------------- | --------------- | --------------- |
| 21 березня 2012         |                 |                 |
| Рубін                   | 4:0             | Локомотив       |
| Зеніт                   | 0:1             | Динамо (Москва) |
| 22 вересня 2012         |                 |                 |
| Волга (Нижній Новгород) | 2:1 дч          | Терек           |
| Ростов                  | 0:0 дч пен. 4:3 | Факел (2)       |

## 1/2 фіналу
| Команда 1       | Рахунок | Команда 2               |
| --------------- | ------- | ----------------------- |
| 11 квітня 2012  |         |                         |
| Рубін           | 2:0     | Ростов                  |
| Динамо (Москва) | 2:1     | Волга (Нижній Новгород) |

## Фінал
| 9 травня 2012 14:00 (EEST) |

| Динамо (Москва) | 0:1 дч   | Рубін          |
| --------------- | -------- | -------------- |
|                 | Протокол | Р.Єременко 78' |

| Центральний стадіон, Єкатеринбург Глядачів: 27 000 Арбітр: Михайло Вилков |